# 8 tháng 5
Ngày 8 tháng 5 là ngày thứ 128 (129 trong năm nhuận) trong lịch Gregory. Còn 237 ngày trong năm.

## Sự kiện
- 1516 – Nguyên quận công Trịnh Duy Sản sai võ sĩ sát hại Tương Dực Đế của triều Lê Việt Nam, sau đó hỏa thiêu thi thể.
- 1541 – Nhà thám hiểm người Tây Ban Nha Hernando de Soto trở thành người Âu Châu đầu tiên được ghi chép là đến sông Mississippi, ông gọi sông là Río del Espíritu Santo.
- 1609 – Trong cuộc xâm chiếm Lưu Cầu, quân đội phiên Satsuma của Nhật Bản tiến vào kinh thành Shuri của Lưu Cầu.
- 1945 - Ngày Chiến thắng (8 tháng 5), sau khi phát xít Đức đầu hàng trong Chiến tranh thế giới thứ hai.
- 1954 – Bắt đầu diễn ra Hội nghị Giơnevơ về Đông Dương.
- 1957 – Ngô Đình Diệm thăm chính thức Hoa Kỳ. Đây là một phần chuyến công du đến các nước chống Cộng sản của ông Diệm.
- 1963 - Đàn áp trong Sự kiện Phật Đản bùng phát tại Huế giữa các Phật tử và chính quyền Việt Nam Cộng hòa.
- 1978 - ngày truyền thống Viện Kỹ thuật Phòng không - Không quân (Quân chủng Phòng không - Không quân) và Viện Kỹ thuật Hải quân (Quân chủng Hải quân).
- 1980 – Tổ chức Y tế Thế giới xác nhận bệnh đậu mùa đã được tiệt trừ.
- 2012 - Nhóm nhạc nam Hàn - Trung EXO chính thức được ra mắt dưới sự quản lý của công ty SM Entertainment bằng ca khúc MAMA
- 2025 - Hồng y người Mỹ Robert Francis Prevost được bầu làm giáo hoàng Lêô XIV.

## Sinh
- 1745 - Carl Stamitz, nhà soạn nhạc và nghệ sĩ violin người Đức (m. 1801)
- 1753 - Miguel Hidalgo y Costilla, mục sư, người lãnh đạo cách mạng (m. 1811)
- 1828 - Henry Dunant, người sáng lập tổ chức Chữ Thập Đỏ, chủ nhân giải Nobel (m. 1910)
- 1884 - Harry S. Truman, chính trị gia, Tổng thống thứ 33 của Hoa Kỳ (m. 1972)
- 1899 - 
  - Friedrich Hayek, nhà kinh tế học, triết gia người Anh gốc Áo, chủ nhân giải Nobel (m. 1992)
  - Jacques Heim, nhà thiết kế thời trang người Pháp (m. 1967)
- 1902 - André Michel Lwoff, nhà vi sinh học, nhà vật lý học người Pháp, chủ nhân giải Nobel (m. 1994)
- 1903 - Fernandel, ca sĩ, diễn viên người Pháp (m. 1971)
- 1906 - Roberto Rossellini, đạo diễn và biên kịch người Ý (m. 1977)
- 1911 - Robert Johnson, nghệ sĩ guitar, ca sĩ kiêm sáng tác người Mỹ (m. 1938)
- 1916 - João Havelange, vận động viên bóng nước, luật gia, doanh nhân người Brasil, Chủ tịch Liên đoàn Bóng đá Thế giới FIFA từ 1974 đến 1998 (m. 2016)
- 1926 - David Attenborough, nhà môi trường học, người dẫn chương trình truyền hình người Anh
- 1937 - Thomas Pynchon, tiểu thuyết gia người Mỹ
- 1947 - H. Robert Horvitz, nhà sinh học người Mỹ, chủ nhân giải Nobel
- 1954 - John Michael Talbot, ca sĩ kiêm sáng tác, nghệ sĩ guitar người Mỹ
- 1955 - Meles Zenawi, chính trị gia, thủ tướng của Ethiopia (m. 2012)
- 1960 - Franco Baresi, cầu thủ và huấn luyện viên bóng đá người Ý
- 1961 – Bill de Blasio
- 1964 - Minamoto Shizuka, nhân vật hoạt hình nổi tiếng ở Nhật Bản
- 1965 - Sakura Momoko, mangaka người Nhật
- 1970 - Luis Enrique, cựu cầu thủ và huấn luyện viên bóng đá
- 1973 - Arakawa Hiromu, mangaka người Nhật
- 1975 - Enrique Iglesias, ca sĩ kiêm sáng tác, nhà sản xuất âm nhạc người Mỹ gốc Tây Ban Nha
- 1978
  - Lúcio, cầu thủ bóng đá người Brasil
  - Jang Woo-hyuk, rapper và vũ công người Hàn Quốc
- 1981 - Andrea Barzagli, cầu thủ bóng đá người Ý
- 1986 - Kim Seon-ho, diễn viên Hàn Quốc
- 1987 - Mark Noble, cầu thủ bóng đá người Anh
- 1990 - ViruSs, Streamer, YouTuber, Nhạc sĩ, Nhà sản xuất âm nhạc người Việt Nam
- 1991 - Lưu Hiền Trinh, nữ ca sĩ người Việt Nam
- 1992 - Olivia Culpo, đăng quang Hoa Hậu Mỹ 2012, Hoa Hậu Hoàn Vũ 2012
- 1995 - Park Junghwa, thành viên nhóm nhạc nữ EXID, Hàn Quốc

## Mất
- 535 – Giáo hoàng Gioan II (s. 470)
- 685 – Giáo hoàng Biển Đức II (s. 635)
- 1278 – Tống Đoan Tông, hoàng đế lưu vong nhà Nam Tống
- 1794 – Antoine Lavoisier, nhà hoá học, nhà sinh học người Pháp (s. 1743)
- 1828 – Mauro Giuliani, nghệ sĩ guitar, cello, nhà soạn nhạc người Ý (s. 1781)
- 1873 – John Stuart Mill, nhà kinh tế chính trị học người Anh (s. 1806)
- 1880 – Gustave Flaubert, tiểu thuyết gia người Pháp (s. 1821)
- 1890 – Nguyễn Phúc Hồng Phó, tước phong Thái Thạnh Quận vương, hoàng tử con vua Thiệu Trị nhà Nguyễn (m. 1833).
- 1903 – Paul Gauguin, họa sĩ người Pháp (s. 1848)
- 1936 – Oswald Spengler, nhà sử học, triết gia người Đức (s. 1880)
- 1941 – Nguyễn Phúc Bửu Tán, tước phong Tuyên Hóa vương, hoàng tử con vua Dục Đức (s. 1882).
- 1979 – Talcott Parsons, nhà xã hội học người Mỹ, giáo sư Đại học Harvard (s. 1902)
- 1990 – Luigi Nono, nhà soạn nhac người Đức (s. 1924)
- 1995 – Đặng Lệ Quân, nữ danh ca người Đài Loan (s. 1953)
- 2012 – Maurice Sendak, họa sĩ, nhà văn người Mỹ (s. 1928)
- 2019 – Giang Châu, nghệ sĩ cải lương tại Việt Nam (s. 1952)

## Ngày lễ và kỷ niệm
- Ngày Hội Chữ Thập Đỏ (quốc tế).
- Ngày Chiến thắng (Âu Châu).
- Ngày của Mẹ
- Ngày Thalassemia Thế giới